# Иво Атанасов (политик, р. 1965)
Иво Георгиев Атанасов е български политик, адвокат и съдия от „Продължаваме промяната“. Народен представител от „Има такъв народ“ в XLV, XLVI и XLVII, и от „Продължаваме промяната“ в XLVIII народно събрание. Има участие във фирмите „Норд-Импекс“, „Интер солар“ и „Карго експрес 2000“.

## Биография
Иво Атанасов е роден на 29 май 1965 г. в град Свиленград, Народна република България. Завършва Математическата гимназия във Видин и право в СУ „Климент Охридски“. След дипломирането си се завръща във Видин и работи като нотариус и съдия във Видинския районен съд. От 1992 г. е адвокат във Видинската адвокатска колегия.